# Yalomyces pulcher
Yalomyces pulcher är en svampart som beskrevs av Nag Raj 1993. Yalomyces pulcher ingår i släktet Yalomyces, divisionen sporsäcksvampar och riket svampar.   Inga underarter finns listade i Catalogue of Life.